# Studium Theologicum Salesianum
Lo Studium Theologicum Salesianum (STS) è una Università Pontificia Salesiana fondata nel 2004 e situata all'interno del Monastero di Ratisbona a Gerusalemme.

## Storia
Nel 2004 il Vaticano chiese ai Salesiani di Don Bosco di prendere possesso del monastero di Ratisbona. I Salesiani accolsero questa pressante richiesta, e trasferirono il loro studium teologico da Cremisan al monastero. Il centro studi è stato istituito come Studium Theologicum Salesianum (STS) Santi Pietro e Paolo e affiliato alla Università Pontificia Salesiana di Roma nel 2004. Nel 2005 è stata presa la decisione di cambiare la lingua di insegnamento dall'italiano all'inglese.
L'edificio ha subito significative modifiche interne quando vi si sono trasferiti i salesiani. Nel 2011 la STS è diventata il campus gerosolimitano della Università Pontificia Salesiana di Roma .

## Biblioteca
Lo Studium ereditò la biblioteca del Centro Cristiano di Studi Ebraici (CCEJ). L'attuale biblioteca della STS è costituita dai fondi di Cremisan e da quelli lasciati dai Padri di Sion (la Congregazione di Nostra Signora di Sion). La collezione di libri contiene più di 40.000 titoli in diverse lingue: inglese, italiano, francese, tedesco, spagnolo, arabo ed ebraico.
Le aree di conoscenza presenti sono: Teologia Dogmatica, Sacra Scrittura, Esegesi e Archeologia, Teologia Morale, Diritto Canonico, Scritti Patristici, Storia Ecclesiastica, Spiritualità, Teologia Pastorale, Liturgia, Ecumenismo e Chiese Orientali, Ebraismo, Islam, Medio Oriente e Filosofia.

## Galleria d'immagini

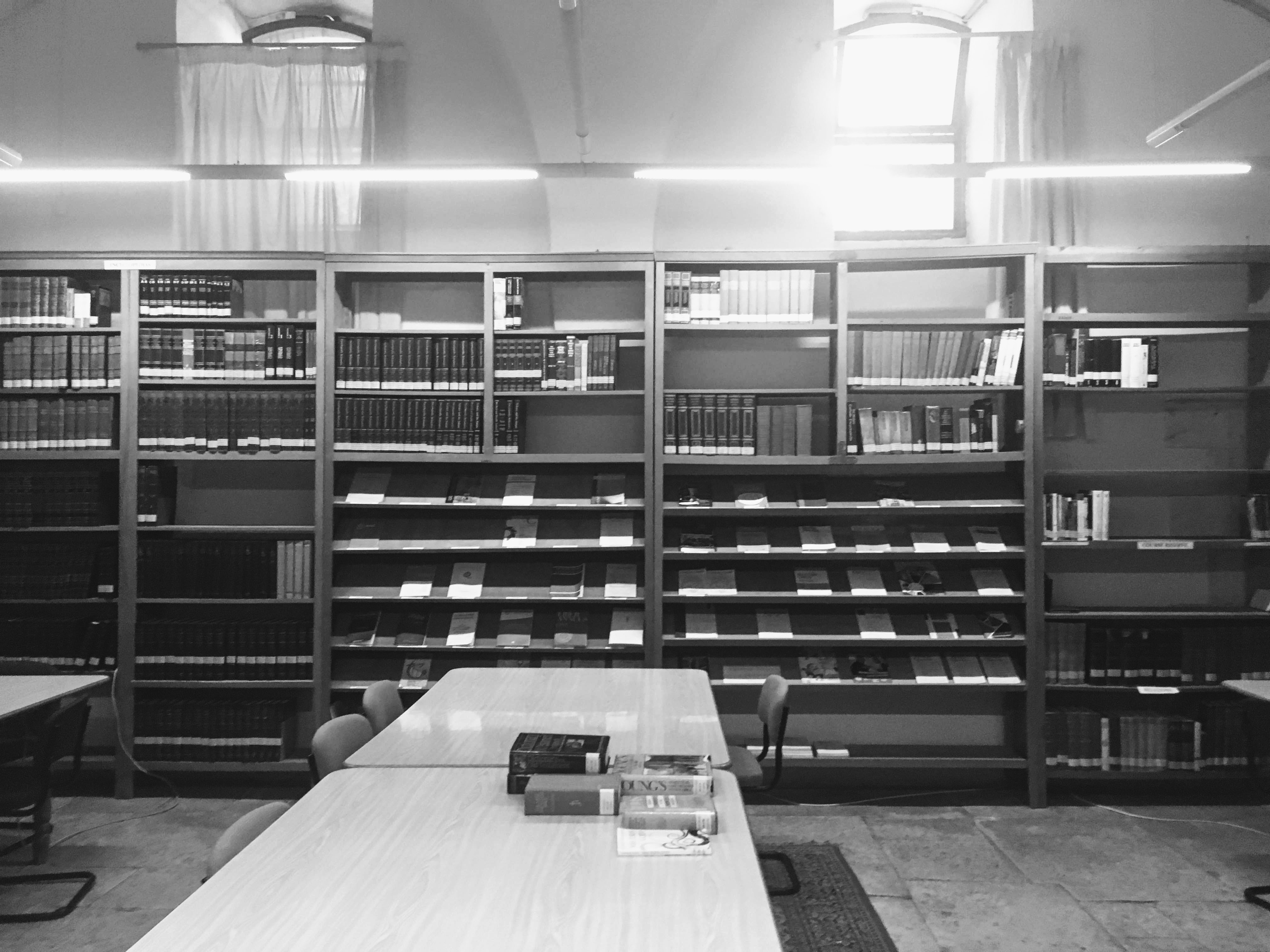
La Biblioteca
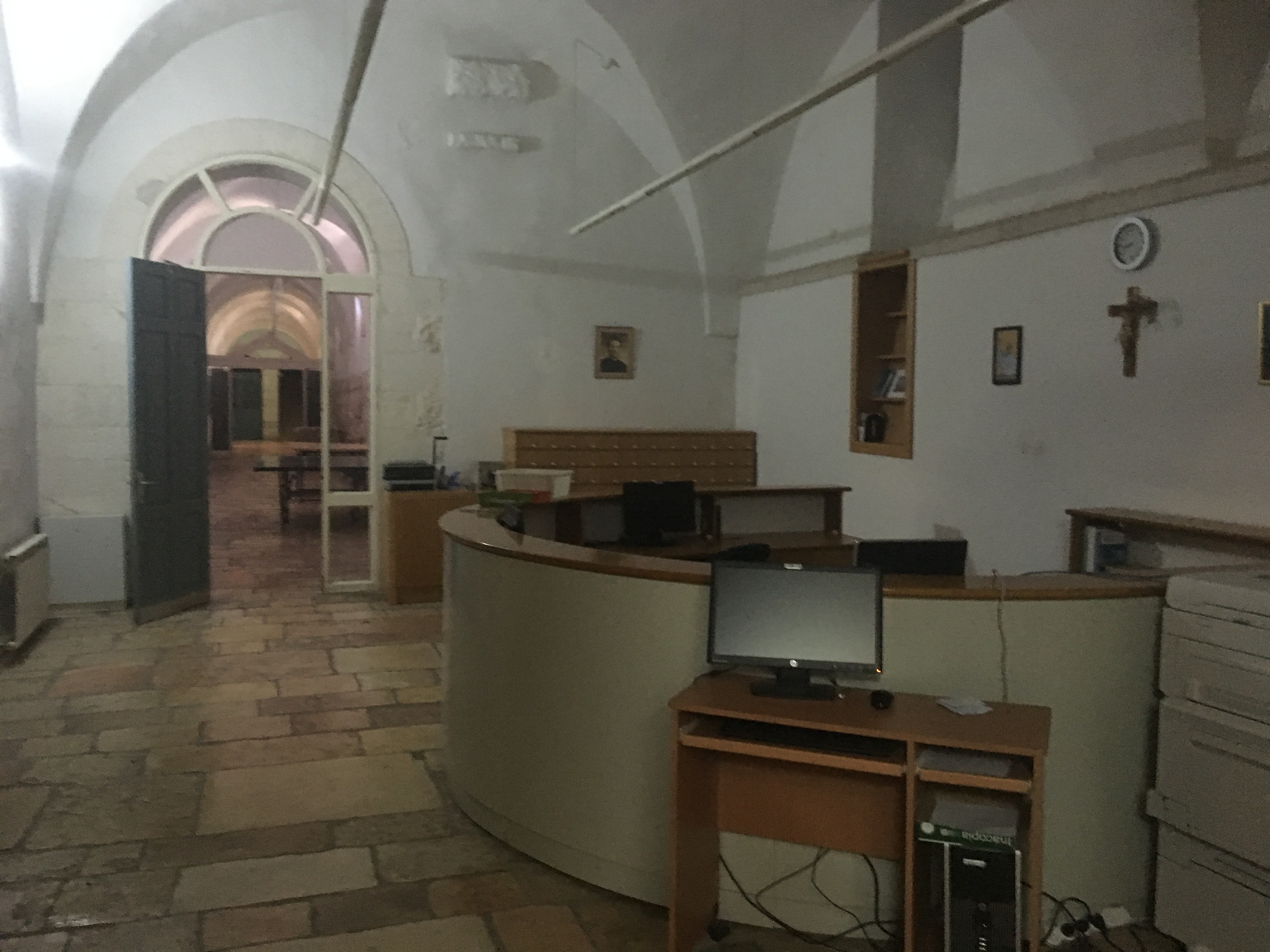
La Biblioteca
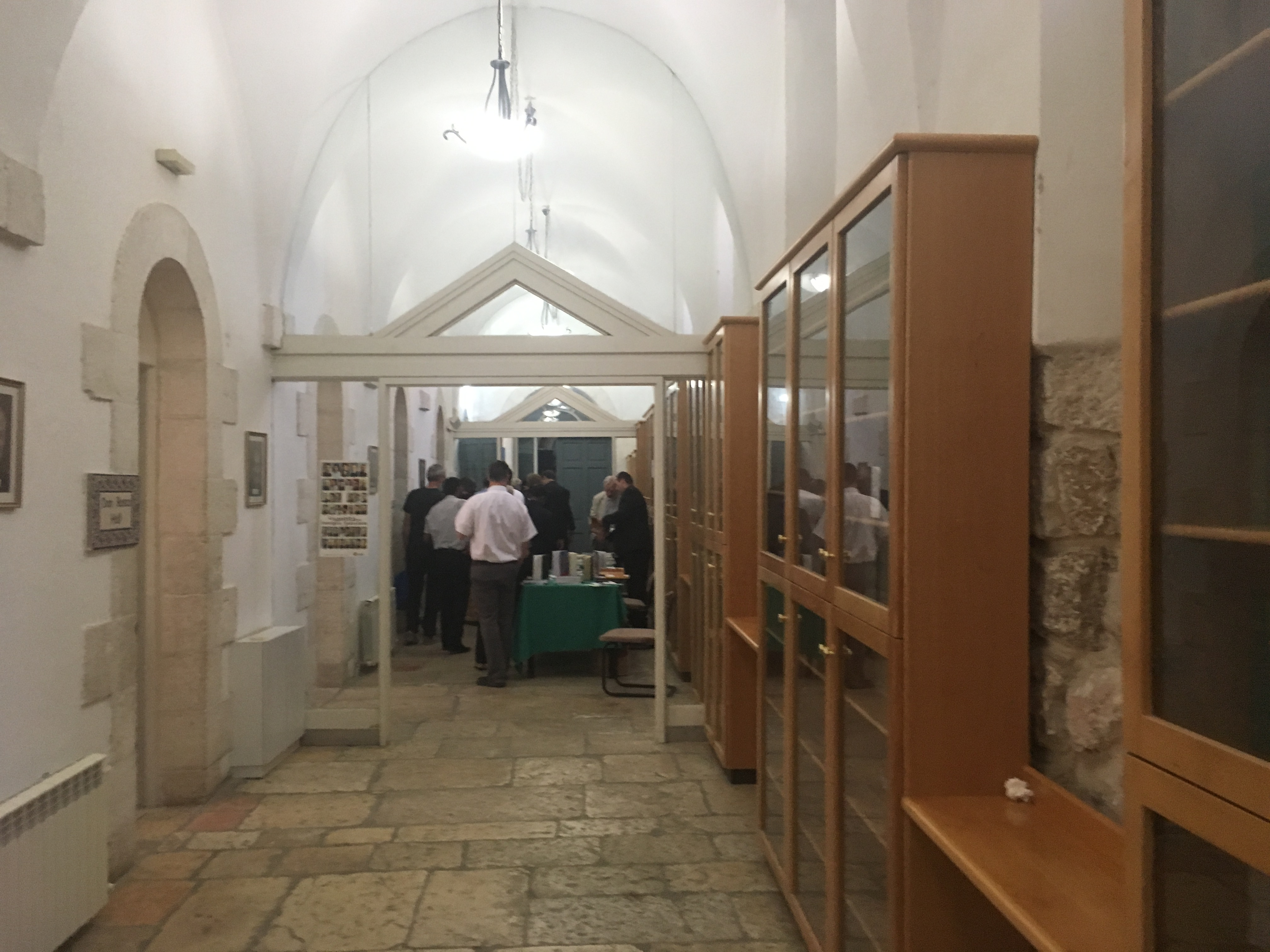
La Biblioteca
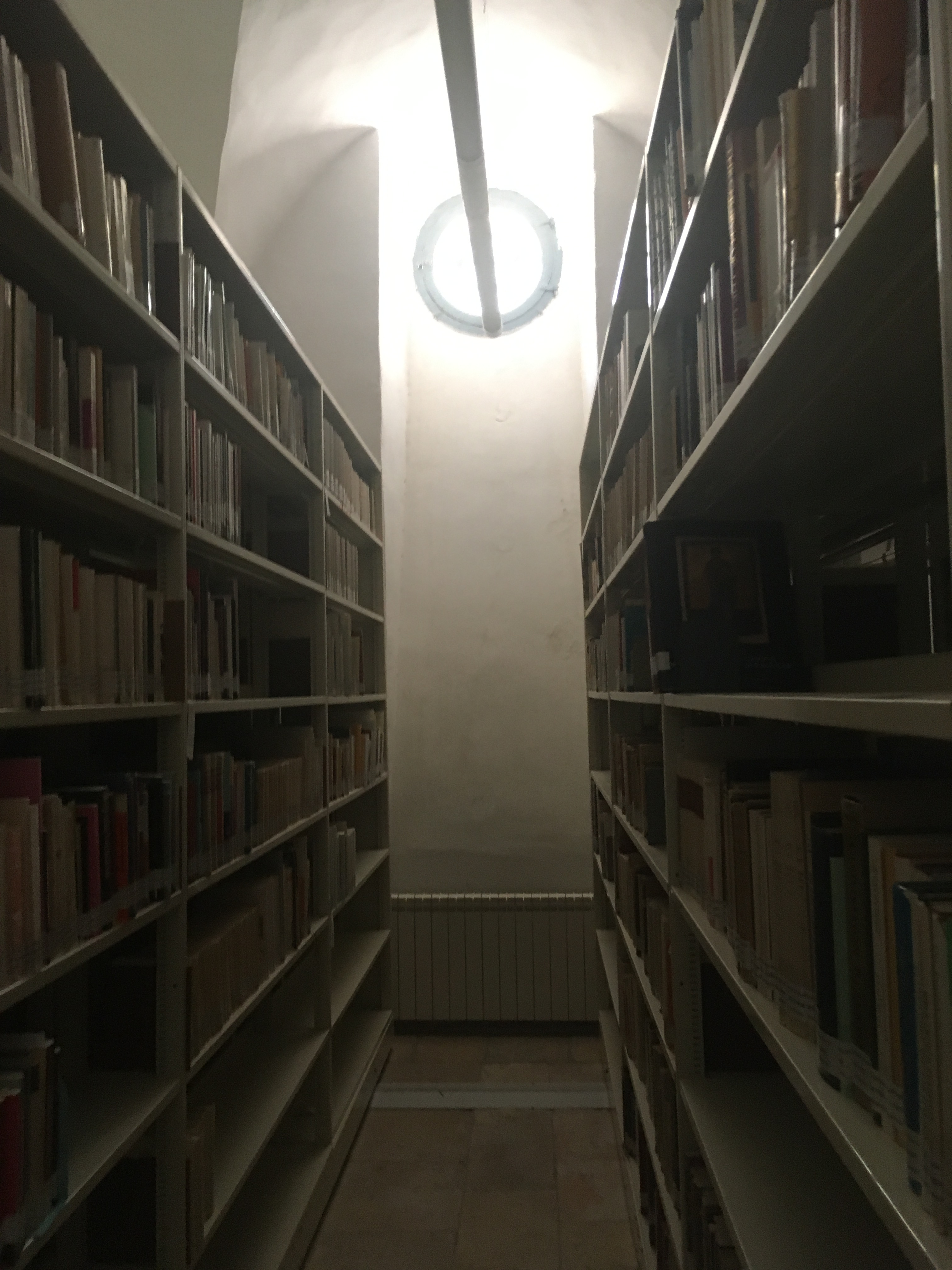
La Biblioteca
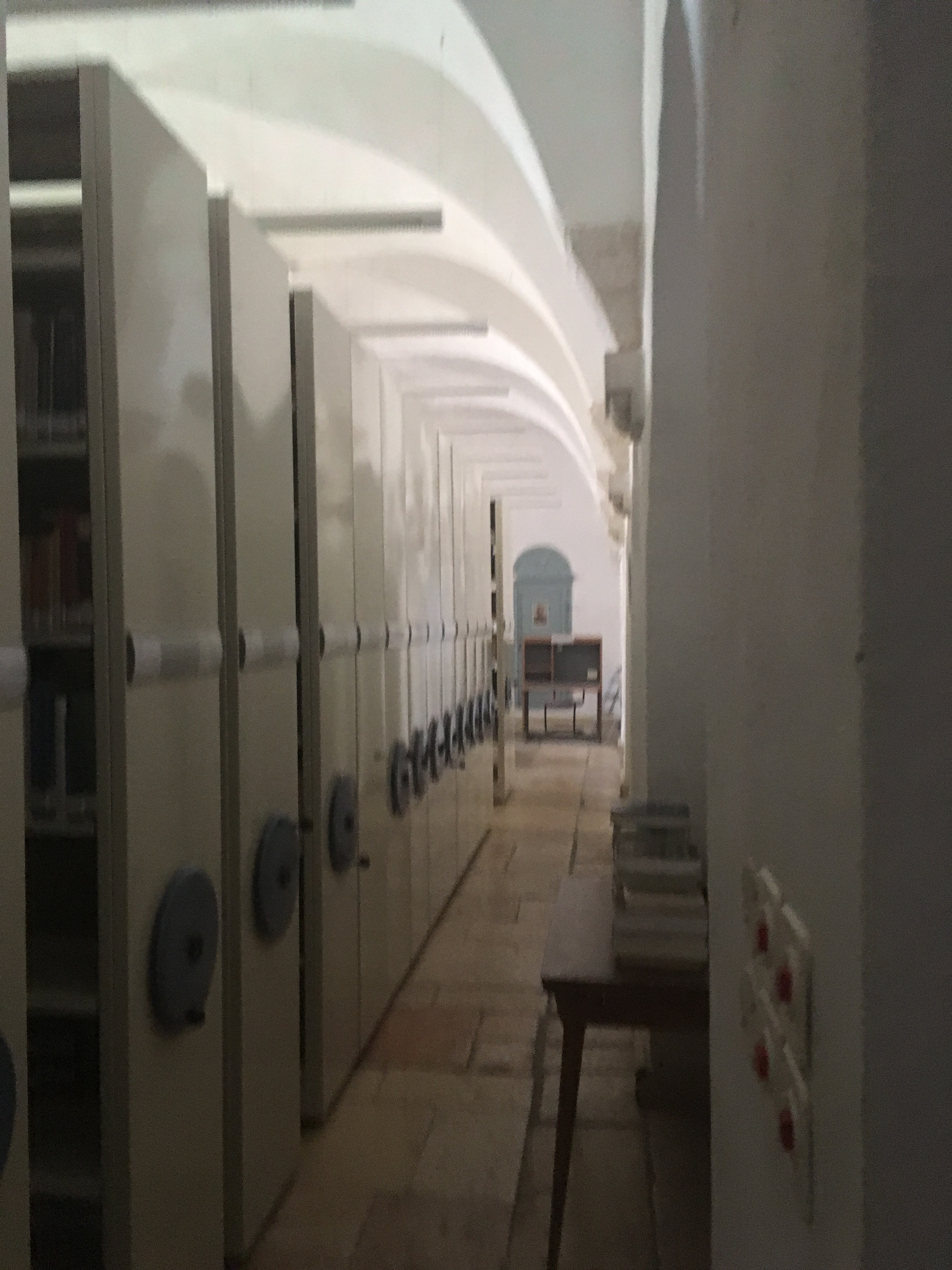
La Biblioteca
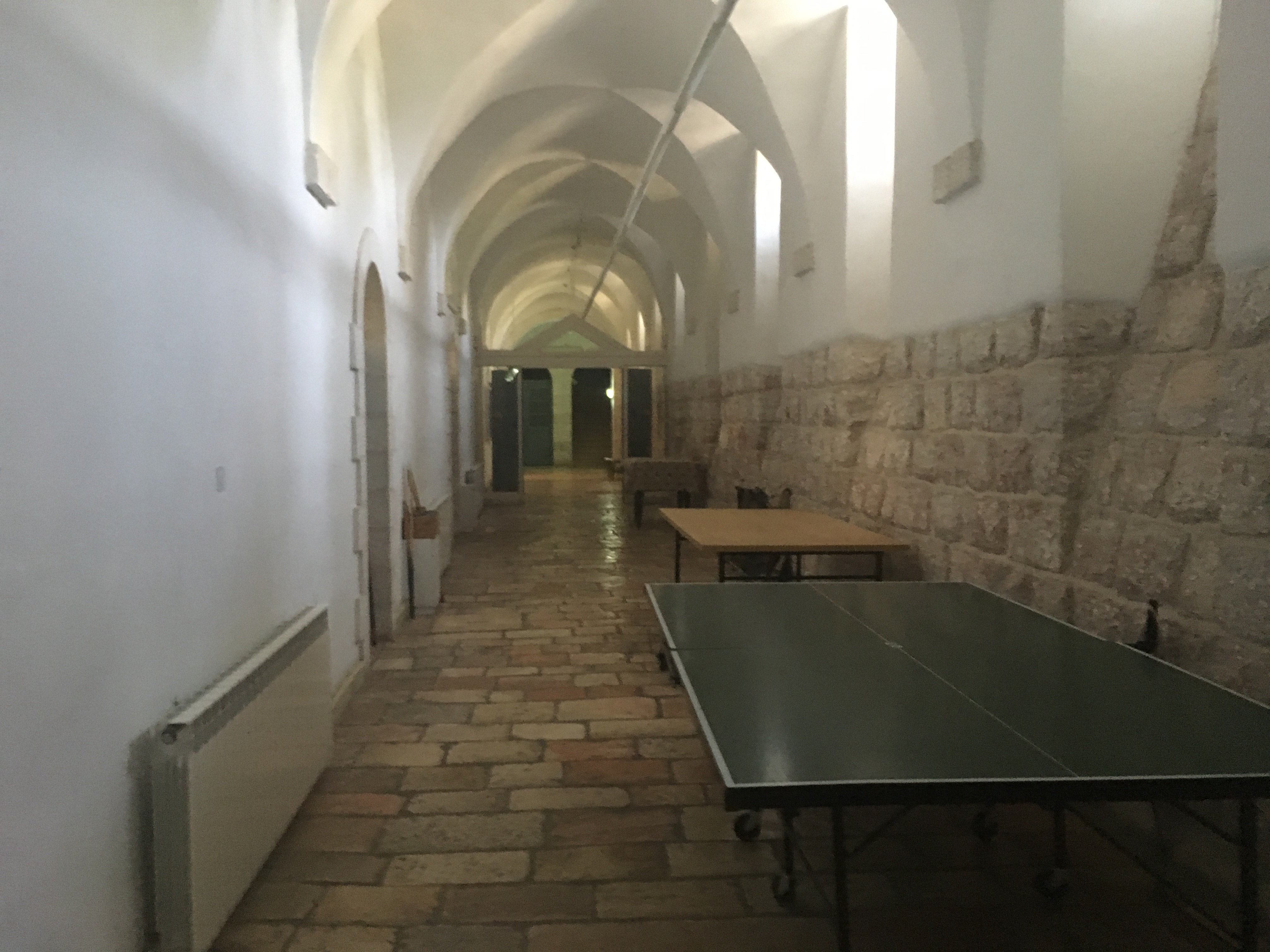
La Biblioteca
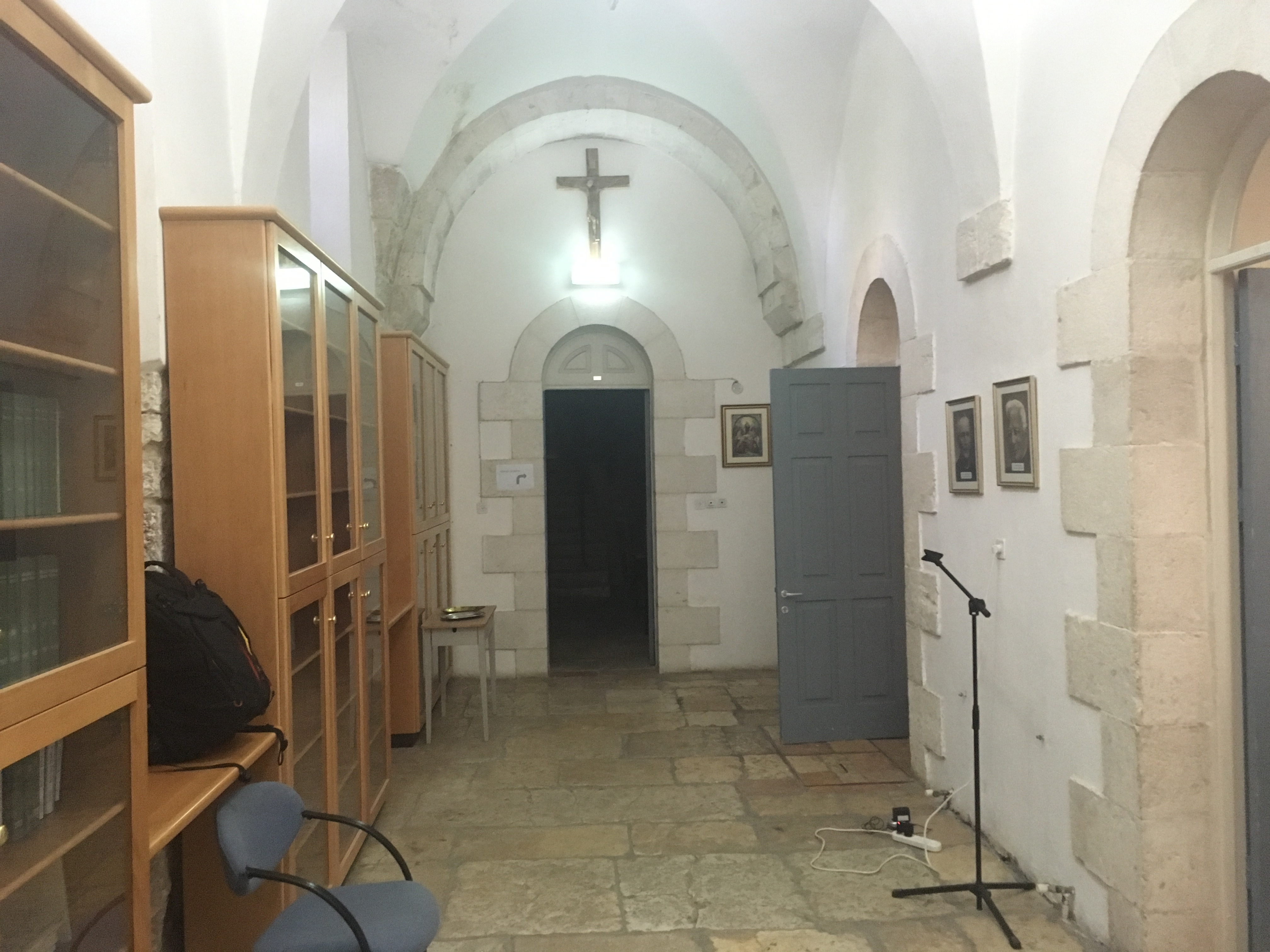
La Biblioteca